# Stordal

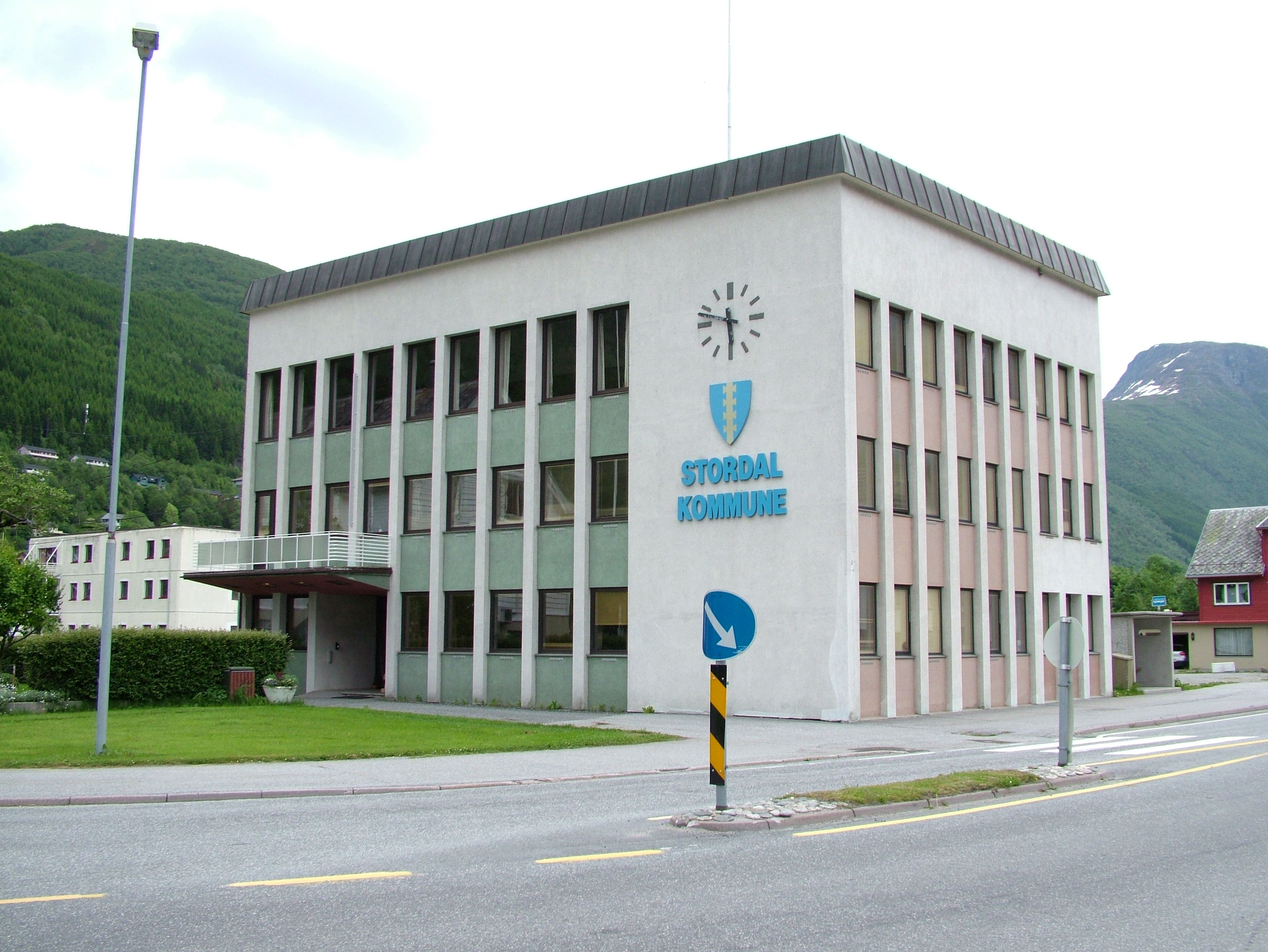
Das Rathaus

Wappen der Kommune Stordal

Stordal ist ein Ort und eine ehemalige Kommune im norwegischen Fylke Møre og Romsdal. Das Verwaltungszentrum der Kommune war Stordal. Im Zuge der Kommunalreform in Norwegen wurden Stordal und Norddal zum 1. Januar 2020 zur Kommune Fjord zusammengelegt.
Die Kommune dehnte sich in Nord-Süd-Richtung 17,3 Kilometer und in Ost-West-Richtung 26,2 Kilometer aus. In der Kommune lebten 947 Menschen (Stand: 1. Januar 2019) auf einer Fläche von rund 249 Quadratkilometern. Die höchste Erhebung war der 1495 Meter hohe Garretind. Die Kommunennummer war 1526.
Benachbarte Kommunen waren Norddal, Ørskog, Rauma, Stranda, Sykkylven und Vestnes.